# Lights Off
Lights Off (з англ. — Вимкнене світло) — пісня чехо-норвезько-британського гурту We Are Domi, яка була випущена 6 грудня 2021 року. Ця пісня представляла Чехію на Євробачення, де посіла 4 місце у півфіналі та 21 місце у фіналі відповідно.

## Євробачення
За результатами жеребкування, яке було проведено 25 січня 2022 року, Чехія мала виступити у другому півфіналі під останнім, 18 номером. У півфіналі пісня зайняла 4 місце і змогла кваліфікуватися до фіналу. У фіналі пісня виступила під першим номером і зайняла 21 місце.

## Чарти
| Чарт (2022)                   | Найвища позиція |
| ----------------------------- | --------------- |
| Чехія(Радіо — топ 100)        | 17              |
| Чехія(Радіо — топ 50 (Чехія)) | 5               |